# 出すぎた杭は打たれない/ドンデンガエシ/わたし
「出すぎた杭は打たれない/ドンデンガエシ/わたし」(ですぎたくいはうたれない-、英題：TheNailThatSticksOutTooMuchDoesNotGetHammeredDown / A Complete Turnover / I am.)は、2015年11月11日にアップフロントワークス（hachamaレーベル）から発売されたアンジュルムの3枚目のシングルで、旧スマイレージ時代からの初期メンバーである福田花音が最後に参加したシングルとなる。

## 概要
アンジュルムの2ndトリプルA面シングル。
初期メンバーの福田花音にとってはラスト参加シングルとなる。
初回生産限定盤A・B・C、通常盤A・B・Cの6形態での発売。初回生産限定盤はCD+DVD、通常盤はCDのみの商品構成。初回生産限定盤のみ、イベント抽選シリアルナンバーカードが封入されている。通常盤の初回仕様のみ、トレカサイズ生写真ソロ9種+集合1種よりランダムにて1枚封入（通常盤Aは「出すぎた杭は打たれない」Ver.、通常盤Bは「ドンデンガエシ」Ver.、通常盤CはアルバムVer.）。
3曲目の表題曲である「わたし」は福田のソロナンバーであり、福田自身が自ら作詞を手掛けている。

## 収録曲
1. 出すぎた杭は打たれない
  - 作詞：児玉雨子、作曲：魚住有希（LoVendoЯ）、編曲：宮永治郎・魚住有希
2. ドンデンガエシ
  - 作詞：星部ショウ、作曲：宇宙慧、編曲：鴇沢直・関口Q太
3. わたし
  - 作詞：福田花音、作曲：泰誠、編曲：浜田ピエール裕介
4. 出すぎた杭は打たれない（Instrumental）
5. ドンデンガエシ（Instrumental）
6. わたし（Instrumental）

### 初回限定盤DVD
A
- 出すぎた杭は打たれない（Music Video）

B
- ドンデンガエシ（Music Video）

C
- わたし（Music Video）

## 参加メンバー
- 1期：和田彩花、福田花音
- 2期：中西香菜、竹内朱莉、勝田里奈、田村芽実
- 3期：室田瑞希、相川茉穂、佐々木莉佳子

## クレジット
- Recording Engineer：脇坂了、開博史

出すぎた杭は打たれない
- Guitar / Bass / Programming：宮永治郎
- Guitar Solo：魚住有希（LoVendoЯ）
- Drums：山内優
- Chorus：アンジュルム&M!ho
- Mix Engineer：脇坂了

ドンデンガエシ
- Programming：鴇沢直
- Guitar / Programming：関口Q太
- Drums：山内優
- Bass：遠藤TABOKUN龍弘
- Piano：杉浦琢雄
- Chorus：アンジュルム
- Mix Engineer：脇坂了

わたし
- Programming：浜田ピエール裕介
- Chorus：福田花音
- Track Editor：Taisei
- Mix Engineer：新津智之